# Laojiangshen Pao
Laojiangshen Pao (kinesiska: 老江身泡) är en sjö i Kina. Den ligger i provinsen Heilongjiang, i den nordöstra delen av landet, omkring 120 kilometer väster om provinshuvudstaden Harbin. Laojiangshen Pao ligger 135 meter över havet. Arean är 10,0 kvadratkilometer. Trakten runt Laojiangshen Pao består i huvudsak av gräsmarker. Den sträcker sig 4,2 kilometer i nord-sydlig riktning, och 3,6 kilometer i öst-västlig riktning.
Genomsnittlig årsnederbörd är 725 millimeter. Den regnigaste månaden är juli, med i genomsnitt 180 mm nederbörd, och den torraste är januari, med 6 mm nederbörd.